# 10-es busz (Miskolc)
A miskolci 10-es jelzésű autóbusz a Repülőtér és a Tiszai pályaudvar kapcsolatát látta el a Zsarnai telepen keresztül. A járatot a Miskolci Közlekedési Vállalat üzemeltette.

## Története
A járat mindkét végállomása többször változott.
Legelőször a Dózsa György útról indult a Zsarnai telep felé, majd ezt követően 1976. január 1-ig a Búza tértől indult.
1976. január 2-től a Tiszai pályaudvar és a repülőtér között közlekedett, viszont 1977-től a célvégállomása ismét a Zsarnai telep lett.
1989. augusztus 16-ától kezdve ismét a Tiszai pályaudvar és a repülőtér között közlekedett megszűnéséig.
A 2007-es átszervezésnél felmerült az 1-es busz megszüntetése az 1-es villamossal nagyrészt párhuzamos útvonala miatt és helyette a 10-es járat az Újgyőri főtér – Majális-park útvonalon közlekedett volna.